# Stoffstromnetz
Stoffstromnetze sind ein spezieller Modellansatz zur Abbildung von Stoffstromsystemen im Rahmen einer Stoffstromanalyse (Stoffstrommanagement). Sie basieren auf der Methodik von Petri-Netzen. Dabei werden die Stoff- und Energieströme eines Systems (zum Beispiel eines produzierenden Unternehmens) sowie deren Bewegungen und Umwandlungen in Produktions- und Reduktionsprozessen als ein Netz modelliert.

## Methodik der Stoffstromnetze
Die Methodik der Stoffstromnetze basiert ursprünglich auf der Methodik von Petri-Netzen. Anders als bei Petri-Netzen, wo es im Wesentlichen um die Synchronisation von Ereignissen geht, sind Stoffstromnetze nicht ereignisbezogen. Vielmehr geht es bei Stoffstromnetzen um die Abbildung und Verknüpfung parallel laufender Stoff- und Energieströme und ihren mengenmäßigen Verflechtungen.
Stoffstromnetze sind in der Lage, komplexe Stoffstromsysteme abzubilden, die:
- sowohl auf Prozess- als auch auf Systemebene mehrere Produkte hervorbringen
- auf der Prozessebene auch Nichtlinearitäten berücksichtigen
- neben Stoffflüssen auch Bestände im System berücksichtigen
- auf einer zeitperiodenbezogenen Bilanzierung basieren
- in flexiblen Bilanzgrenzen auswertbar sind.

### Elemente eines Stoffstromnetzes
Analog zu den Petri-Netzen gibt es in Stoffstromnetzen drei grundsätzliche Systemelemente:
- Transitionen,
- Stellen und
- Kanten.

Unter Transitionen werden innerhalb von Stoffstromnetzen Stoffumwandlungsprozesse verstanden, die produzierenden oder reduzierenden Charakter haben können. Stellen entsprechen Lager und die Kanten bilden die Verknüpfungen zwischen Transitionen und Stellen. Generell gilt, dass eine Transition stets nur mit einer Stelle verknüpft werden kann, niemals direkt mit einer nächsten Transition.
Wichtig ist, dass die Transitionen gekapselte Modelle darstellen, die mathematisch flexibel beschrieben werden können. Auf diese Weise wird eine hohe Flexibilität bei der Modellierung von Stoffstromsystemen erreicht, da je nach Aufgabenstellung einzelne Prozesse bzw. Transitionen beliebig komplex beschrieben werden können. Die Möglichkeiten der Beschreibung von Transitionen reicht von der Wiedergabe reiner Input-Output-Relationen, über komplexe mathematische Systeme bis hin zur Hinterlegung weiterer Netzstrukturen (Subnetze).

### Berechnung eines Stoffstromnetzes
Die Berechnung eines Stoffstromnetzes bezieht sich stets auf eine Zeitperiode. Dabei ist es unerheblich, ob es sich dabei um einen Tag und ein ganzes Jahr handelt. Die Berechnung selber ist in zwei Prozesse zu unterteilen:
- Berechnung der Transitionen (analog zum Schaltvorgang in Petri-Netzen) und
- Arithmetik der Bestände und Flüsse im Netz.

## Nutzung von Stoffstromnetzen
Stoffstromnetze sind u. a. eine ideale Grundlage für eine stoffstrombasierte Kostenrechnung und spezielle ökologische Bewertungsmethoden (zum Beispiel UBA-Wirkungspotential-Methode, Eco-Indikator 95, CML-Methode).